# محطة مصر (الإسكندرية)
محطة قطار الإسكندرية أو محطة مصر هي محطة القطار الرئيسية بمحافظة الإسكندرية في جمهورية مصر العربية، تعتبر أقدم محطة قطار في الشرق الأوسط وأفريقيا، أنشأت سنة 1856 تزامناً مع قرار الخديوي عباس حلمي الثاني بإنشاء أول خط سكة حديد في مصر يربط مدينتي الإسكندرية والقاهرة سنة 1851، والذي يعد الثاني في العالم بعد تأسيس السكك الحديد البريطانية بفترة وجيزة، وفى سنة 1920 في عهد الملك فؤاد الأول تم البدء في أعمال توسعة المحطة وإعادة بنائها وفق تصميمها الحالي وتم افتتاحها سنة 1927 وذلك من خلال شركة بلجيكية متخصصة في محطات القطارات، واستغرقت مدة إعادة الإنشاء حوالي سبعة سنوات.
تقع المحطة في ميدان الشهداء بحي وسط بمدينة الإسكندرية، وتمتلكها وتشغلها سكك حديد مصر، تحتوي على ثمانية أرصفة قطارات، صالات التذاكر، ساحة انتظار السيارات الخارجية، المكاتب الإدارية، مسجد، مطعم، والعديد من المحلات التجارية، وتعد المحطة هي المحطة النهائية لخط سكة حديد القاهرة الإسكندرية وكذلك خط سكك حديد أبي قير والذي من المفترض تحويله إلى مشروع مترو الإسكندرية وستتحول المحطة بعد انتهاء المشروع إلى محطة تبادلية يتجمع بها خطوط السكك الحديدية الرابطة بالمحافظات مع مشروع مترو الإسكندرية، وترام الإسكندرية، وشبكة النقل العام داخل المدينة.

## معرض الصور

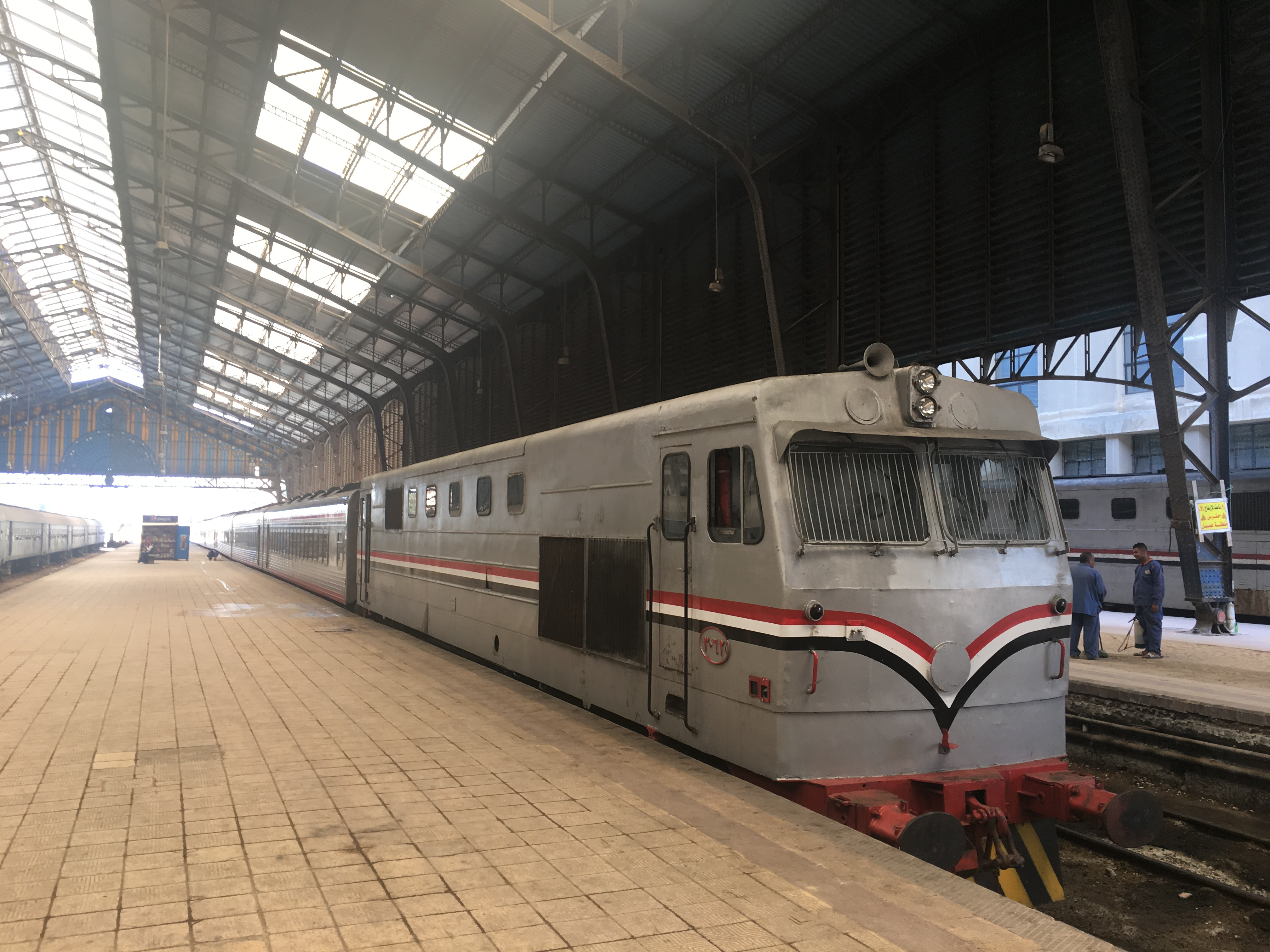
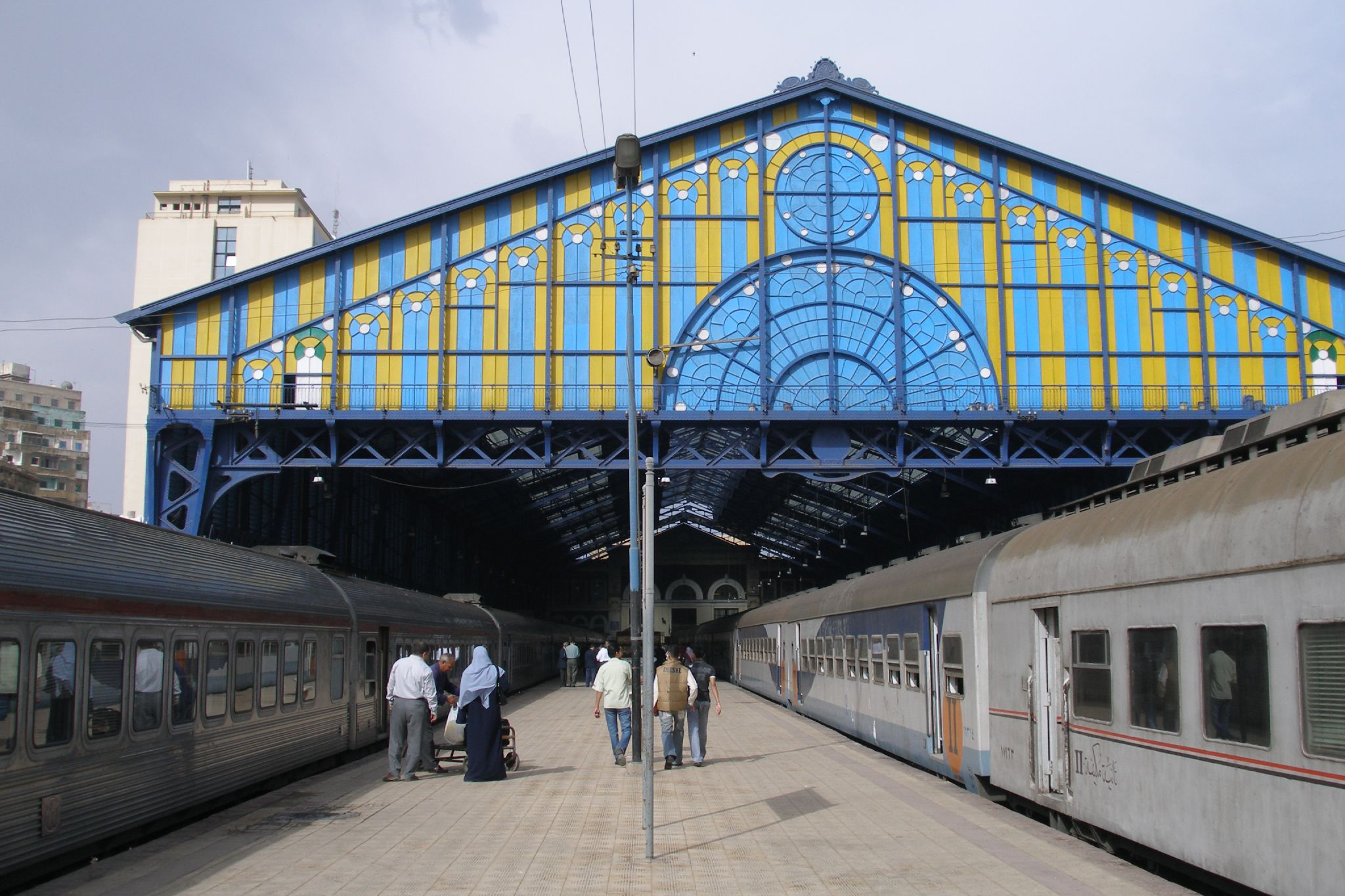
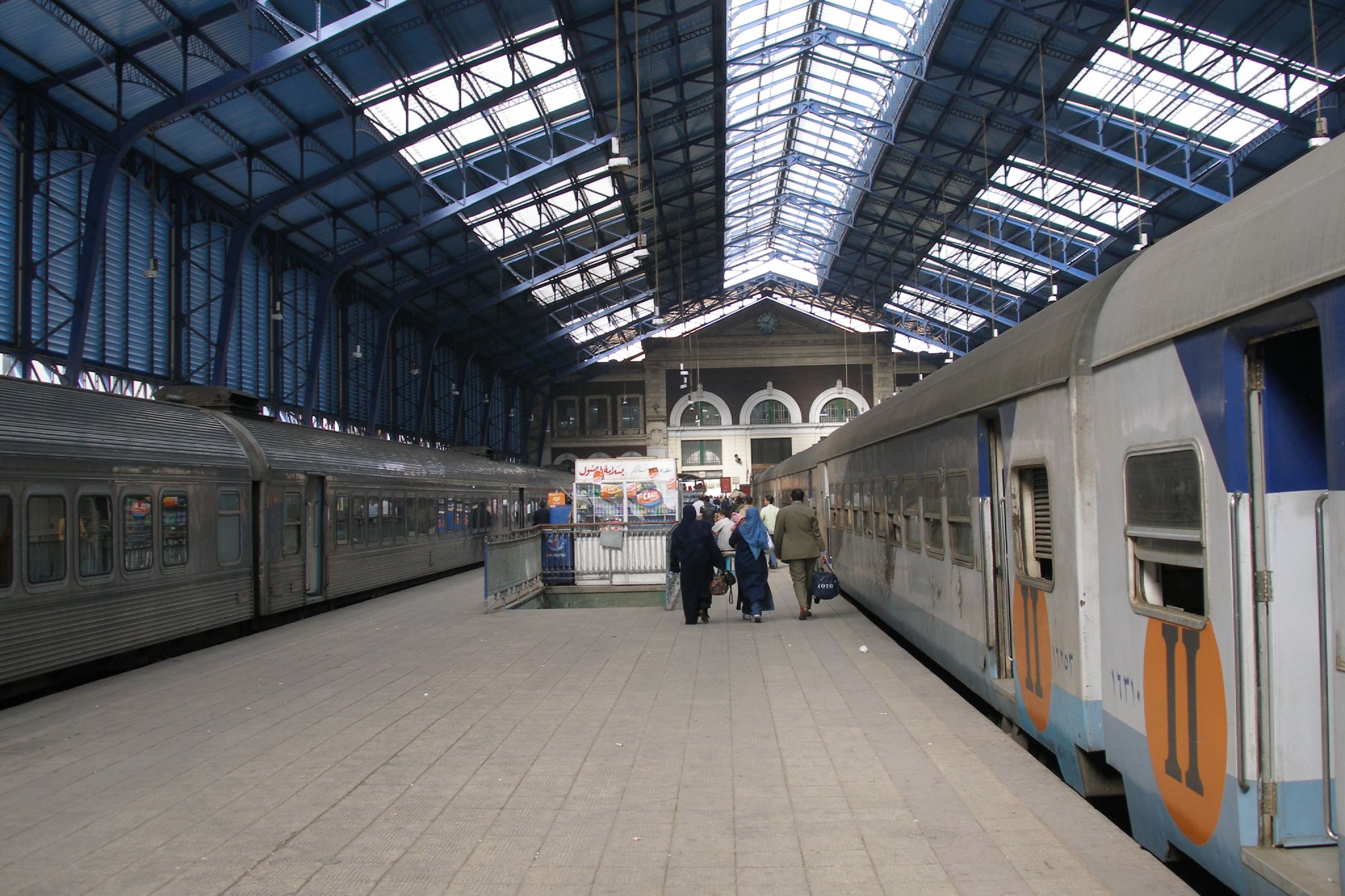
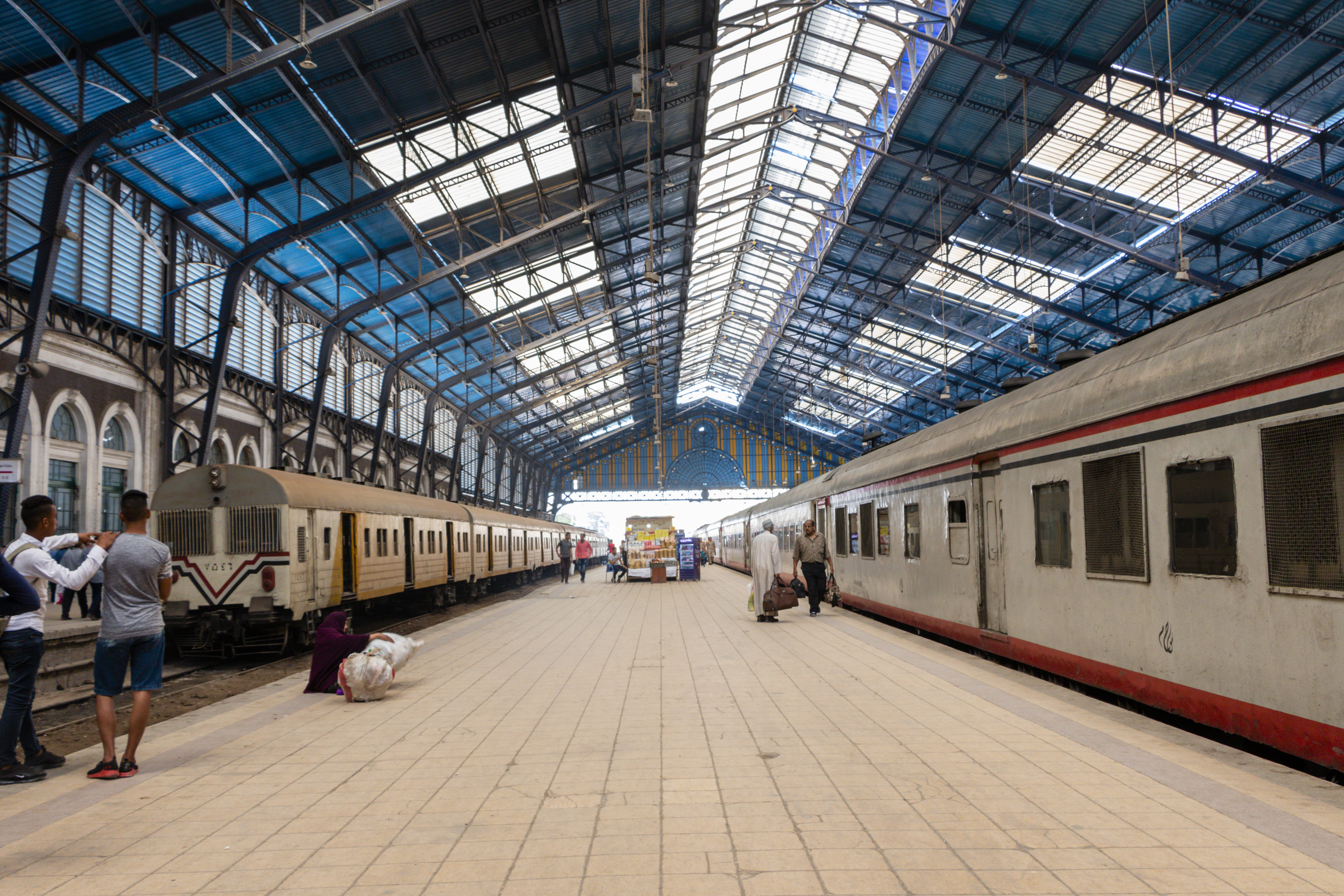
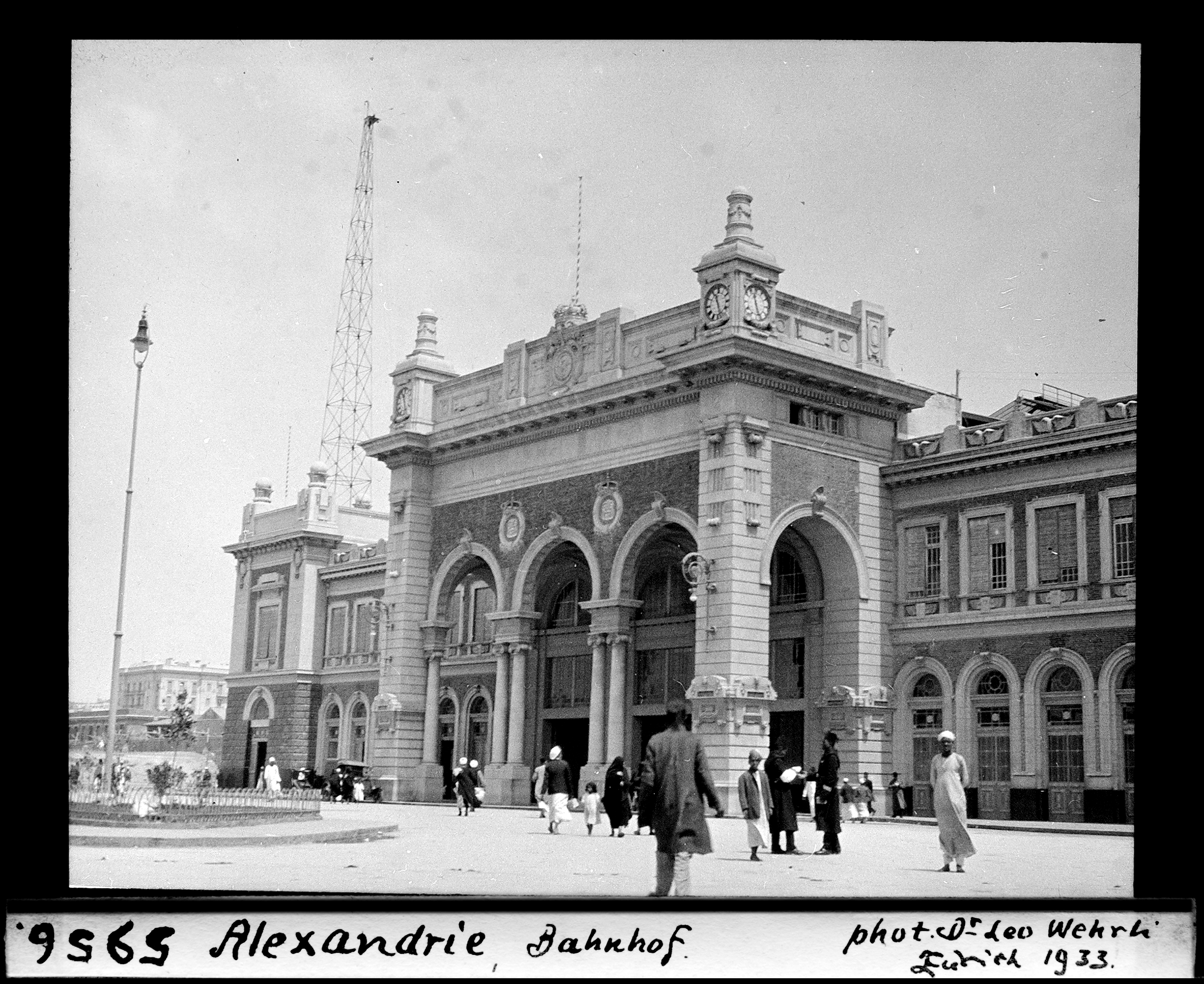
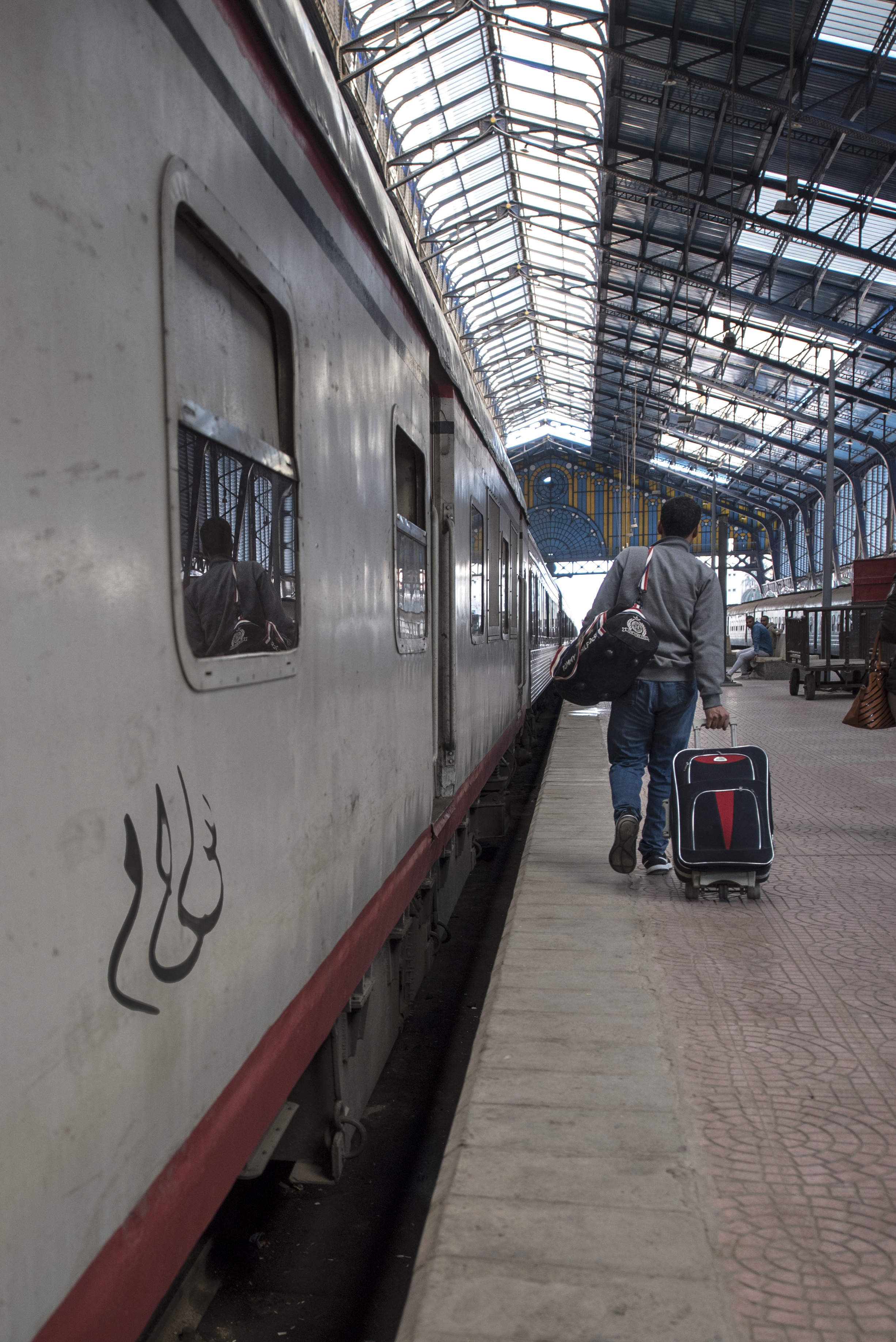
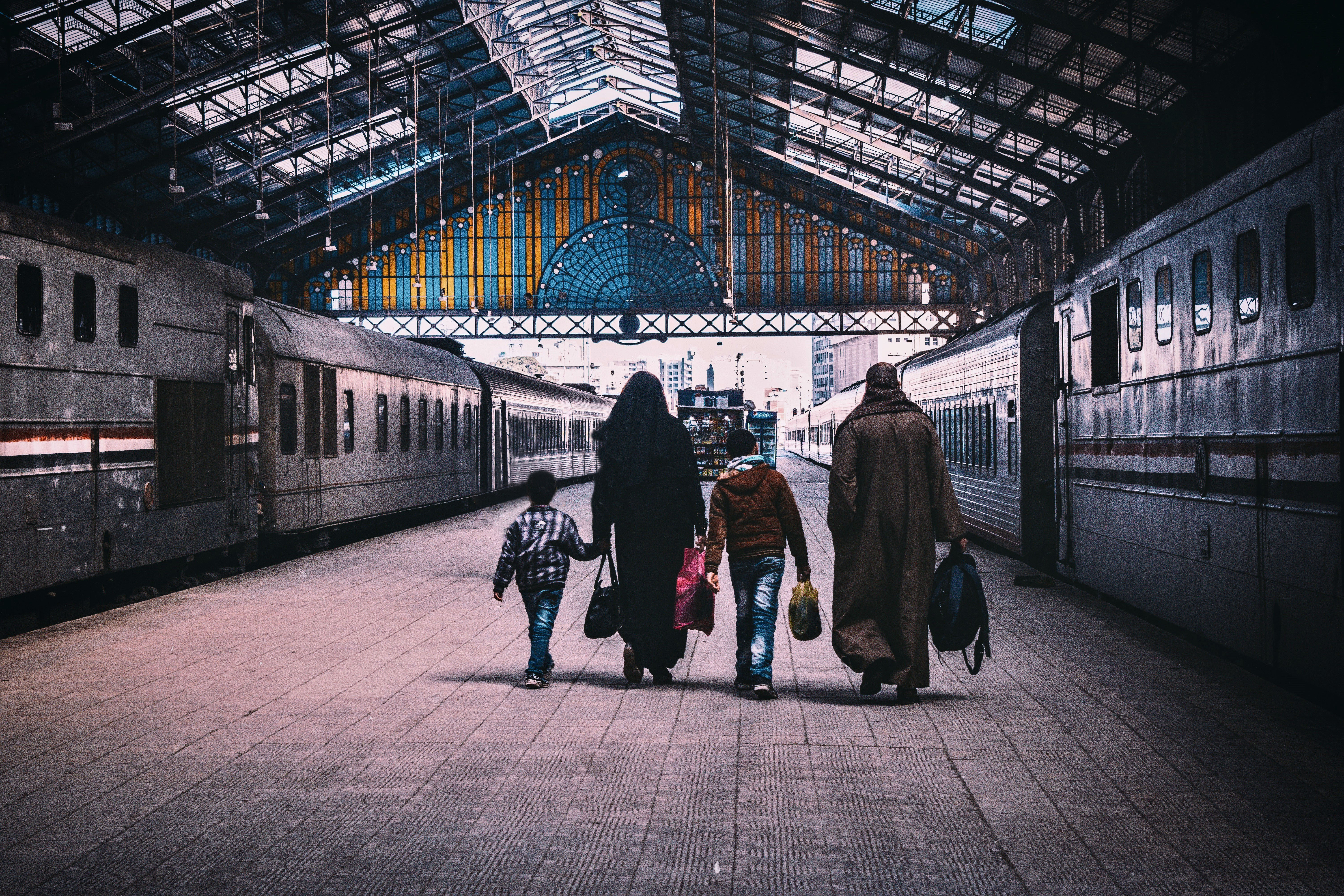